# Marracash
Marracash (с итал. — «Марракеш»; настоящее имя Фа́био Ба́ртоло Ри́ццо итал. Fabio Bartolo Rizzo, род. 22 мая 1979, Никозия, Италия) — итальянский музыкальный продюсер, рэпер, создатель лейбла Roccia Music в 2013 году.
Выступил в 2005 году с самостоятельно записанным микстейпом Roccia Music I (Roccia Music с итал. — «рок-музыка»), в котором принял участие коллектив Банда Доджо и другие исполнители итальянской хип-хоп-сцены. Микстейп являлся значительным прорывом в андеграунде, после дебюта Марракеш подписал контракт на рекордную сумму с Universal Music Group, на котором в 2008 году вышел первый сольный альбом исполнителя с таким же названием Marracash.
В 2013 году основал вместе с продюсером Шабло независимый музыкальный лейбл Roccia Music, в который вошли, как связанные с Марракешем, так и новые исполнители, продюсеры и диджеи. Коллектив в настоящее время состоит из: Луче, Делетерио, CoCo, Marz, Pherro, Ackeejuice Rockers, Zef, Zeta, Сфера Эббаста, Чарли Чарльз и Ркоми. Генезис (итал. Genesis) — первый альбом, объединяющий всех членов коллектива.

## Биография
Фабио Бартоло Риццо родился в коммуне Никозия, регионе Сицилия в семье отца водителя грузовиков и матери вахтёра, имеет младшего брата. Впоследствии семья переехала в район Баруна на окраине Милана. Получив диплом специалиста по электронике, Риццо подписывает свои первые стихи псевдонимом «Облачный Сок» (итал. Juza delle Nuvole), появляясь в демо 1999 года «Королевская битва» (англ. The Royal Rumble) на группу The Prodigy, наряду с Джейком Ла Фуриа, Гуэ Пекеньо, Винченцо да Виа Анфосси и Дардженом Д'Амико. Сценический псевдоним Marracash окончательно принят артистом, потому что, из-за его сицилийского происхождения и внешности, в детстве сверстники называли его «марокканцем».
Фабио дебютировал в 2004 году с микстейпом «PMC vs Club Dogo - The Official Mixtape», выпущенном в результате сотрудничества между Клуб Доджо и Porzione Massiccia Crew соответственно из Милана и Болоньи. В том же году коллектив Банда Доджо отмечает новый этап творчества с альбомом «Регулярное», за авторством Дона Джо и Grand Agent, и с альбомом «Hashishinz Sound Vol. 1» (с англ. — «Звуки Хашишинца, Том 1»), авторства Гуэ Пекеньо и Делетерио.
Фабио приглашал J-Ax’а на свои передачи на радио, выступить дуэтом и сняться вместе в видеоклипе. В 2006, уже будучи широко известным, стал автором и сполнителем собственных песен, при содействии Федеца (который в короткое время стал звездой рэпа), уходя от стиля музыки Джей-Акса. В 2008 Фабио записал своей первый сольный альбом с Гуэ Пекеньо, «Марракеш» (без помощи Федеца). В 2010 он выпустил свой второй альбом «Пока здесь всё хорошо» (итал. Fino a qui tutto bene) при участии другого рэпера Гали Амадуни.
В 2011 поклонники стали называть Фабио «Король Рэпа», затем был выпущен одноимённый альбом «Король рэпа» (итал. King del rap), где участвовали рэперы Сфера Эббаста, Гуэ Пекеньо и его старый друг J-Ax и музыкальный видеоблогер Фабио Ровацци. В 2013 он создал лейбл Roccia Music, ушел из Universal Music Group (лейбл J-Ax «итальянская версия американского лейбла») Universal Music Studios. В лейбл вошел Сфера Эббаста, Фабри Фибра и на два года Гуэ Пекеньо.
В 2016 взял второе место на Coca Cola Summer Festival (Summer Festival) на фестивале подружился с победителем Фабио Ровацци, который уже участвовал в видеоклипах альбома в 2011 когда он небел популярным. В 2016, Marracash участвовал в видеоклипе певца Фабио Ровацци «Всё очень интересно». В 2017, он заявил что в будущем будет сотрудничать с другом Ровацци.

## Дискография
Альбомы
- 2008 — Marracash[итал.]
- 2010 — Пока здесь всё хорошо[итал.]  2 × золотой
- 2011 — Король рэпа[итал.]  2 × платиновый
- 2015 — Статус[итал.]  1 × золотой
- 2016 — Santeria[итал.] (с Гуе Пекено и J-Ax)  1 × платиновый

Альбом в живую
- 2017 — Santeria Live[итал.] (с Гуе Пекено)  1 × платиновый